# Anquiale
Anquiale -en assiri Ingirra, en grec Ankiale- fou una població de Cilícia propera a Tars, que al final del segle vii aC fou una colònia grega de Lindos (a Rodes). Aquestes primeres colònies eren barris de comerciants establerts al costats de les poblacions locals. Ingirra i Tarzi eren fortaleses assíries a l'oest de Cilícia. El 699 aC els assiris van fer operacions a Cilícia (Khilakku) i Capadòcia (Kappadokia); en el primer territori havien esclatat disturbis a la ciutat d'Illubru (a la baixa Cilícia) on era governant Kirua, que tenia el suport d'altres ciutats de la zona, en concret Tars i Ingirra. En aquesta zona estaven els establiments comercials grecs d'Ankiale (Ingirra) i de Tars (Tarzi), la participació dels quals en el conflicte és desconeguda. La regió fou sotmesa pels assiris i la capital fou destruïda. Berossus o Berosos (Berós) atribueix al rei assiri la fundació de Tars, però en tot cas es tractaria d'una refundació perquè la ciutat (Tarzi) ja s'esmenta sota Salmanassar III.